# La scalinata
La scalinata (titolo originale in tedesco: Die Strudlhofstiege oder Melzer und die Tiefe der Jahre) è un romanzo pubblicato nel 1951 dallo scrittore austriaco Heimito von Doderer e spesso considerato il suo più importante con I demoni, pubblicato pochi anni dopo.

## Trama
Il lungo romanzo si svolge principalmente a Vienna e in un villaggio di montagna della Bassa Austria negli anni 1910-1911 e 1923-1925 – gli ultimi due terzi essendo però quasi interamente dedicati all'estate 1925. Ci si intrecciano le storie di moltissimi personaggi in un tessuto complesso quasi impossibile da riassumere; tanto più che la tecnica narrativa consiste nel lungo descrivere di alcuni punti cruciali, lasciando appena accennati i collegamenti tra questi. Ma il titolo ci dice quanto meno che Melzer ne sarà il personaggio principale, e il romanzo racconta, tra molte altre cose, come egli raggiunge gradualmente la qualità di essere umano attraverso l'accesso tardivo a una conoscenza di sé liberatrice. Questa problematica della conoscenza (o ignoranza) di sé si ritrova anche in altri personaggi, per esempio René, suo padre Stangeler, Eulenfeld, Mary K.
Tra i due periodi in cui si svolge il romanzo, non accade niente di meno che la Grande Guerra e la caduta dell'impero, ma poco è detto al riguardo, in un silenzio ovviamente intenzionale: la guerra, afferma di fatto il narratore, è irrilevante per il suo scopo, essendo un'esperienza essenzialmente collettiva che perciò non aiuta l'uomo a la conoscenza di sé. Infatti Melzer comincia ad avviarsi verso questa conoscenza non nel corso o per effetto diretto della guerra, ma in un lungo pomeriggio solitario dell'estate 1925 in cui riesce a riflettere sulla propria vita.
L'arte del romanzo impiegata in quest'opera fu paragonata a quella "di Laurence Sterne o Jean Paul per il virtuosismo umoristico, di Proust per la struttura temporale, di Thomas Mann per l’ironia e la tecnica del leitmotiv, di Schnitzler, Joyce e Hermann Broch per lo sfruttamento epico dei nuovi territori del flusso di coscienza".

## Personaggi
Ce ne sono diverse dozzine, appartenente perlopiù alla colta borghesia viennese – architetti, avvocati, medici, alti funzionari, diplomatici – ma anche ad ambienti più modesti di funzionari di medio rango o d'impiegati. Se i tipi sociali sono delineati con precisione, l'autore s'interessa principalmente alla psicologia delle sue creature.
Una dozzina di personaggi importanti, ma non Melzer, si ritrovano nei Demoni (che si svolge subito dopo, ma differisce profondamente della Scalinata nei suoi temi e nella sua atmosfera). Un personaggio, Zihal, è la figura principale di un altro romanzo, Le finestre illuminate.
Nel 1910-1911, Melzer, "un'anima semplice" come lo definisce il suo creatore, è un tenente di fanteria nell'esercito imperiale e reale, di stanza in Bosnia. Combatte più che onorevolmente durante la guerra e ne esce comandante, ma non può continuare la sua carriera nel piccolo esercito della repubblica e si ritrova riassegnato in una posizione amministrativa al Monopolio dei tabacchi. Prende dolorosamente coscienza, nel corso di piccole crisi successive, della sua passività e della sua difficoltà di pensiero. La storia della sua lenta ascesa a un certo livello di autocomprensione e padronanza della propria vita è la spina dorsale del romanzo.
La famiglia Stangeler è modellata abbastanza fedelmente sulla famiglia Doderer: il padre, personalità forte e dispotica, le figlie (Etelka, che si suicida dopo una vita amorosa tumultuosa, e la ragionevole Asta) e il più giovane René (la cui descrizione fisica si riferisce persino chiaramente a quella dell'autore). Quest'ultimo, mobilitato nel 1915 nella cavalleria, poi fatto prigioniero dai russi, torna dalla prigionia solo nel 1920 (come lo stesso Doderer) e intraprende tardivamente gli studi di filosofia e storia; cosicché, quando lo ritroviamo nel 1925, ancora non si guadagna da vivere, deve abitare con i genitori, e soffoca in questo stato di dipendenza quando ha già trent'anni e vive dal suo ritorno una relazione appassionata e complicata con Grete Siebenschein.
Anche Grete Siebenschein a trent'anni nel 1925 e vive con i genitori, dove face da segretaria a suo padre, un avvocato. Ragazza indipendente, a lasciato nel 1919 la sua famiglia e il suo amante di allora, "il piccolo EP", per andare a guadagnarsi da vivere in Norvegia dando lezioni di pianoforte. Appena tornata a Vienna nel 1921 lascia EP per suo amico René; ne consegue la rottura definitiva dell'amicizia tra i due uomini. La relazione agitata tra gli amanti è resa difficile, in particolare, dal terrore di René all’idea di essere condotto al matrimonio.
Eulenfeld è un barone tedesco ed ex capitano di cavalleria che a condotto dopo la guerra una vita di alti e bassi e si è trasferito intorno al 1922 a Vienna, dove ha trovato rapidamente un buon lavoro nel settore privato. Gli piacciono l'alcol, le donne, e le scampagnate di fine settimana con amici, e non è minimamente divorato dagli scrupoli. Ma è anche un uomo colto e raffinato (quando non è ubriaco) e capace di amicizia, ad esempio per Melzer. Usa un linguaggio stravagante che combina espressioni dialettiche e puro linguaggio scritto, fiorito con giochi di parole e cosparso di latino. Nei Demoni lo troveremo vicino ai nazisti oa coloro che stanno per diventarlo.
Mary K. è la prima donna di cui Melzer si è innamorato, era il 1910 e lui aveva rinunciato a chiederle di sposarlo – per timore, per inerzia… non saprebbe dirlo ed è infelice. Bella e sensuale, ha sposato poco dopo questa delusione un uomo che sicuramente le piaceva di meno, ma al quale la lega poi un'ottima intesa sessuale. Rimasta vedova nel 1924, rimane una madre casta e borghese che tuttavia si interessa vivamente alle storie d'amore di chi la circonda (con la tendenza ad intervenirci). Il romanzo annuncia nella sua terza riga che perderà una gamba il 21 settembre 1925 in un incidente stradale. L'incidente, per il quale il lettore è così preparato a lungo, si verifica solo una sessantina di pagine prima della fine.
Paula Schachl è un'impiegata che lo studente liceale René ha conosciuta per caso nel 1911. Avevano allora rispettivamente diciassette e sedici anni. Un legame sentimentale forte ma non ben definito li lega fino alla guerra, poi si perdono di vista e si incontrano di nuovo, anche per caso, nel 1925. Paula nel frattempo si è sposata. "Perfettamente adulta", contrasta con la sua gioiosa saggezza con il tormentato, instabile e incompiuto René.
Julius Zihal è un funzionario delle finanze in pensione dal 1913, dello stesso grado medio di Melzer. Si esprime esclusivamente nel linguaggio burocratico dell'amministrazione imperiale e reale, di cui è totalmente permeato. È certamente un tipo sociale al limite della caricatura, ma il romanzo di cui è l'eroe, Le finestre illuminate, pubblicato poco prima della Scalinata e che racconta i primi mesi della sua vita di pensionato, porta nella seconda parte del titolo Ovvero come il consigliere Julius Zihal divenne uomo: è quindi davvero un uomo nel 1925, ciò che Melzer diventa, anche lui, nelle ultime pagine della Scalinata: "Così Melzer raggiungerà finalmente, per così dire, il grado di persona; d’essere umano. È tanto".

## Tono e stile
L'unità di un insieme così vario di storie e personaggi è assicurata soprattutto dal tono. Il lettore può a volte perdere il filo in una narrazione perniente lineare, sente però dall'inizio alla fine la voce molto singolare del narratore (che non è un personaggio nella sua stessa storia: un'altra differenza con I demoni): un tono dove si fondono umorismo ed empatia e che sa anche trattare con nobiltà i pochi episodi veramente tragici.
Se lo stile molto naturale dei dialoghi offre una diversità che riflette quella, psicologica e sociale, dei personaggi, quello della narrazione, singolare come il tono, è anche lui un cemento di unità. Le immagini sono spesso enigmatiche, certe scorciatoie sconcertanti e i giochi linguistici di un’inesauribile profusione.
Inoltre, legami sono forniti da diversi leitmotiv:
- la "scalinata" stessa: si tratta della Strudlhofstiege, una costruzione dell'inizio del XX secolo nel quartiere Alsergrund di Vienna, che va descritta da più punti di vista, a più ore del giorno e della notte, nei diversi stati d'animo dei personaggi che ci passano, ci si incontrano o la contemplano. Il romanzo è d'altronde dedicato al suo costruttore Johann Theodor Jaeger.La scalinata Strudlhof a Vienna

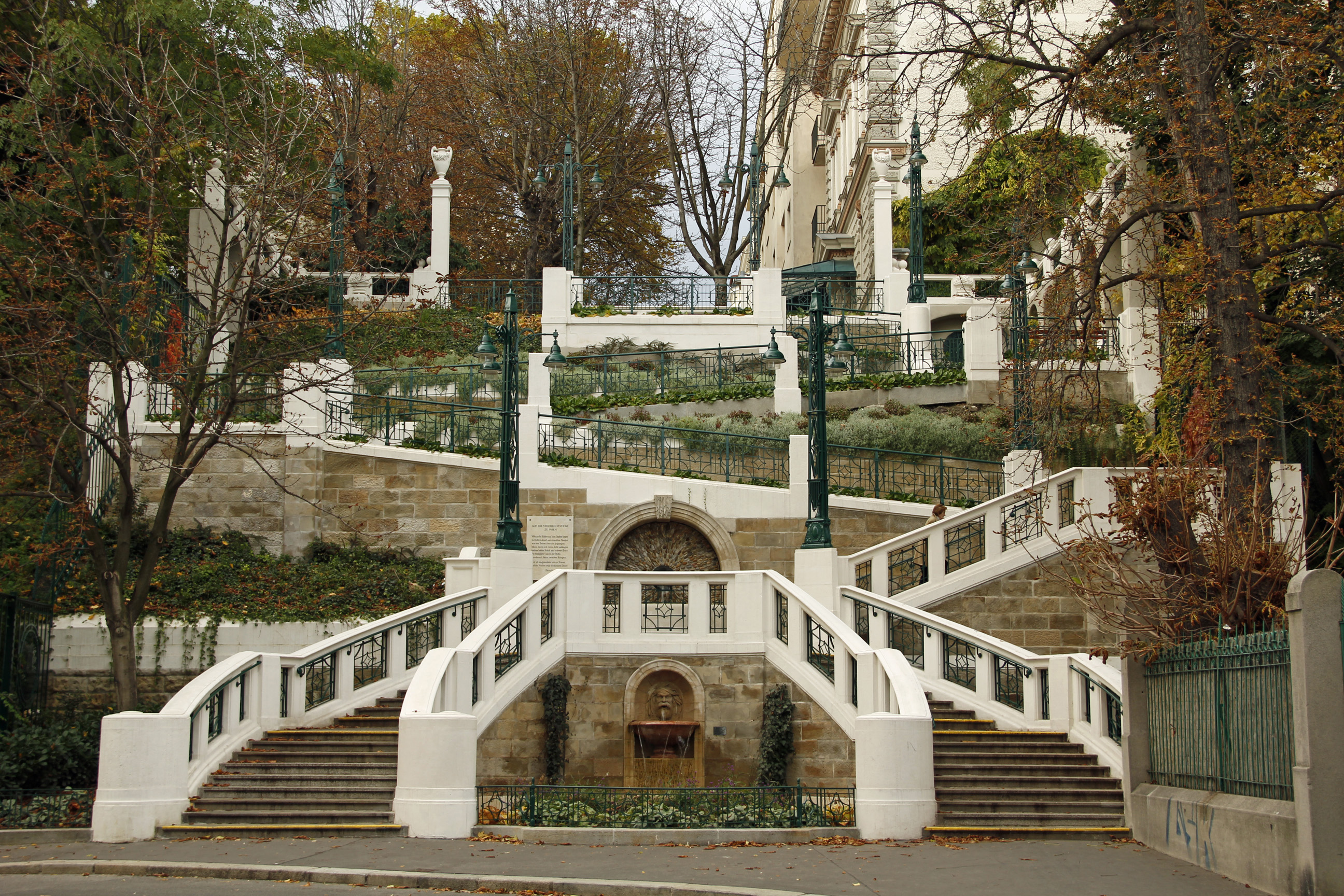
La scalinata Strudlhof a Vienna

- il treno: assistiamo a cinque viaggi in treno; ad una partenza con separazione; a due arrivi con riunione; il vecchio Stangeler costruisce ferrovie; l'incidente di Mary avviene davanti alla stazione Francesco Giuseppe; per non parlare delle innumerevoli immagini e metafore relative a ferrovie, scambi, binari morti, ecc.
- l'estate: è quasi sempre lì.
- motivi più astratti, come la virtù di stare zitto (non fare domande, non rivelare, non commentare, ecc.)
- motivi situazionali: una donna interferisce, con le migliori intenzioni, nella vita sentimentale di un'amica; un personaggio perso nei suoi pensieri fa un movimento improvviso e rovescia la sua tazza...
- motivi stilistici: immagini o gruppi di parole riprodotti in modo identico da un contesto all’altro.

## Reazioni
Nella sua lettera all'autore dopo aver ricevuto il manoscritto, nella primavera del 1949, l'editore Horst Wiemer scrisse: "Come è riuscito, in questi tempi tristi, […] a compiere questo gioioso miracolo?".
Il libro fu pubblicato per la prima volta nel 1951 da Biederstein (Monaco) e Luckmann (Vienna) e da allora è stato ristampato quasi costantemente. Fu ben accolto e Doderer, a cui era stata vietata la pubblicazione per tre anni nel 1945 come parte della denazificazione (per essere appartenuto al Partito nazionalsocialista), fu ammesso al PEN Club austriaco nel febbraio 1952.
Lo scrittore Paul Elbogen, un ex amico ebreo di Doderer emigrato in America a cui aveva inviato il suo libro, gli scrisse per primo: "Non posso e non potrei rendere un posto nel mio cuore a un uomo [...] che si è messo senza esserne costretto, anche solo per un giorno, […] dalla parte dei mostri responsabili dell'omicidio organizzato di 25 milioni di esseri umani"; e in una seconda lettera, poco dopo: "Caro Heimo, ancor prima di ricevere la tua risposta, […] ecco quella di un buon lettore del tuo nuovo romanzo che, per due settimane, ha dormito solo poche ore a notte, non così tanto ‘affascinato’ quanto agitato da cento emozioni diverse".

Una targa che riproduce la breve poesia posta dall'autore all'inizio del libro è stata apposta nel 1962 a metà della scalinata Strudlhof.

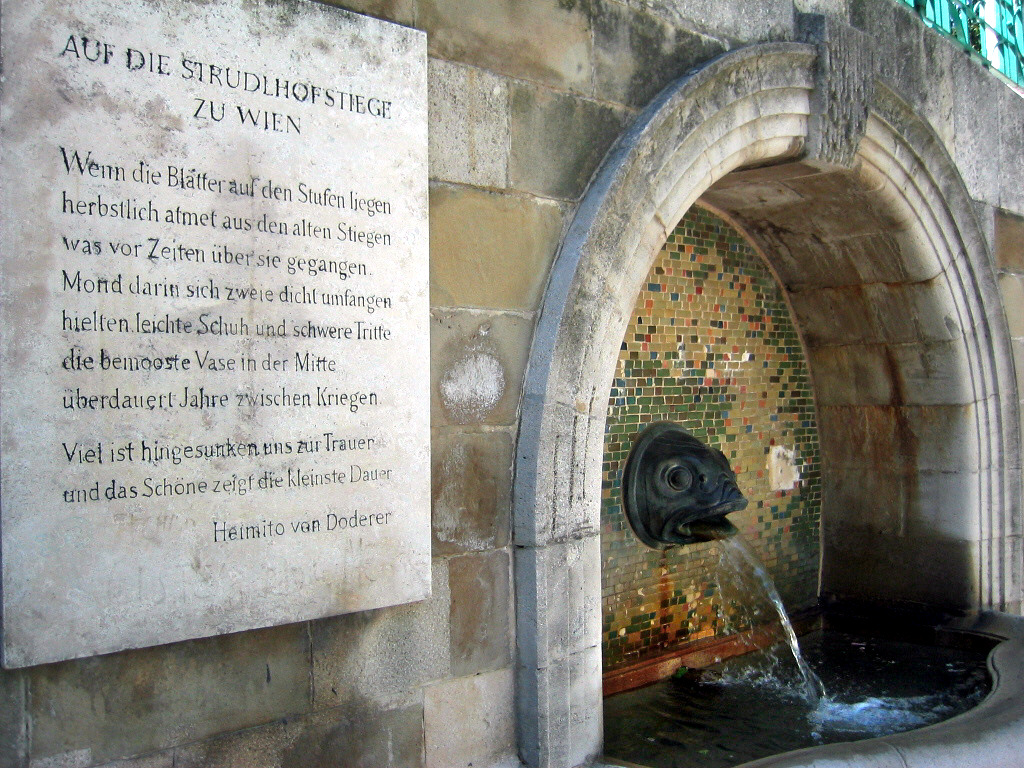
Targa riproducendo la poesia dell’autore sulla scalinata Strudlhof

## Traduzioni e adattamenti
Il romanzo è stato tradotto in molte lingue: italiano (La scalinata, 1964), polacco (Schody Strudlhofu albo Melzer i głębia lat, 1979), spagnolo (Las escaleras de Strudlhof, 1981), bulgaro (Melcer i mădrostta na godinite, 1984), slovacco (Strudlhofské schody alebo Melzer hlbina rokov, 1990), sloveno (Strudlhofovo stopnišče ali Melzer in globina let, 1994), ungherese (A Strudlhof-lépcső, 1994), olandese (De Strudlhoftrappen of Melzer en de diepte der jaren, 2008), estone (Strudlhofi trepp ehk Melzer ja aastate sügavus, 2008), croato (Strudlhofstiege ili Melzer i dubina godina koje prolaze, 2014), francese (L’Escalier du Strudlhof ou Melzer et la profondeur des ans, 2020), inglese (The Strudlhof Steps. The Depth of the Years, 2021).
Un film intitolato Melzer oder die Tiefe der Jahre (Melzer o la profondità degli anni) è stato prodotto nel 1982 dalla radio austriaca (ORF) e dalla società di produzione Satel Film. Un adattamento televisivo in diversi episodi è stato girato e trasmesso nel 1989. Nel 2008, un adattamento audio prodotto per l'ORF dallo scrittore austriaco Helmut Peschina è stato pubblicato sotto forma di quattro CD; e il teatro Schauspielhaus (del resto situato nella strada di Vienna dove vive il personaggio di Melzer, la Porzellangasse) ha prodotto una serie teatrale di dodici episodi adattati dal romanzo.